# Estrellita de Palma
Estrellita de Palma (Margarita Rodríguez Pérez), née en 1929 à Palma de Majorque et morte le 7 octobre 2020 à Llucmajor, est une chanteuse espagnole de flamenco (ou cantaora), mais aussi de tonadilla et de copla andalouse (dite aussi tonadillera, donc).
Comme interprète, elle a connu un succès national dans les années 1950 avec le paso doble : Campanera,, chanson qui inspirera, l'année suivante, en 1956, l'intrigue du premier film de Joselito (le jeune chanteur prodige) : El pequeño ruiseñor (« Le petit rossignol »), titre du film en français : Le Petit Vagabond. Dans la foulée du grand succès de ce film révélant le talent, la voix et l'interprétation hors norme du jeune acteur — film qui a su d'ailleurs exploiter aussi le potentiel narratif de la chanson et sa popularité déjà bien affirmée —, en retour la renommée de la chanson rebondira et vaudra à Estrellita une reconnaissance désormais internationale.

## Biographie et carrière

### Les débuts précoces
Dans une interview du 26 novembre 1960, Estrellita dit qu’elle avait seulement dix ans pour ses débuts en public qui eurent lieu au « G Nuevo » de Barcelone. Auparavant, elle avait déjà chanté au Teatro Balear de Palma, à sept ans à peine, accompagnée par son père à la guitare. Et c'est dès cette époque qu'on lui donna son surnom d'« Estrellita de Palma », porté avant elle à la génération précédente par Estrellita Castro, la créatrice de la Copla andaluza. Surnom prestigieux, donc, qui « avait été donné par un ami et représentant circonstanciel », comme l’a noté Miguel Soler lors d’une des dernières interviews de la chanteuse accordées à Última Hora, à l’été 2015.
Estrellita de Palma a commencé sa carrière dans les années 1940. Une de ses premières interventions théâtrales conséquente était la participation à un spectacle musical organisé dans "les jardins de Bagdad", où étaient invitées aussi Teresita Abad et Margarita Sánchez.
Elle a donc commencé à chanter très jeune dans les tablaos et les salles des fêtes, où la maison de disques Gramófono-Odeón la repéra et la mit sous contrat en 1948 pour enregistrer, sous le label Regal, un disque 78 tours, avec le pasodoble ¡Qué bonito es el querer!  (« Mais que le désir est joli ! /ou bien/ Comme c’est beau de vouloir ! ») de Isidro López López et Marino García González sur la face A, et la samba ¡Caramba! sur la face B, accompagnée par le Trío Vocal Hermanas Russell et l’orchestre de Casas Augé.

### Le succès
Ce premier enregistrement a rencontré le succès (surtout le pasodoble ¡Qué bonito es el querer!, qu’elle enregistrera à nouveau plus tard, mais seule et avec une performance vocale plus spectaculaire et plus « flamenca »)  et a été suivi rapidement de plusieurs disques.
En 1952, Estrellita de Palma chante avec la Compagnie Bonavía-Maestres au Théâtre Poliorama (es) de Barcelone pour le spectacle ¡Este año estoy de moda!  (« Cette année, je suis à la mode ! »), où figuraient aussi Lolita Piquer, Pepe de los Ríos, Miguel Heredia, María de los Ángeles Castillo. C'est aussi à cette époque qu'elle enregistre le pasodoble Nos quisimos (« Nous nous sommes aimés »), le tanguillo (ou tango flamenco) A la una pasa (« Il passe à la une / à une heure ») et surtout le très populaire pasodoble Manolo de mis amores (« Manuel de mes amours »), qui a lancé définitivement sa carrière.
En 1954, elle participe à un hommage à Eugenia Roca (es) à Barcelone, au Théâtre Victoria avec Amalia Molina (es), Juanita Cruz et Lolita Benavente [qui avait joué et chanté en 1933 avec Carlos Gardel dans le film musical La maison est sérieuse (es)]. Cette même année elle enregistre deux 78 tours qui seront repris en 1958 en un super 45 tours EP (sous label Regal, n° de catalogue : SEDL 19.118) de quatre titres : • Face A : 01 - La cinta de tu chaleco (« Le ruban de ton gilet ») → bulería. 02 - Un hombre cabal (« Un homme intègre ») → pasodoble. • Face B : 01 - Cariñito de mi “vía” (« Petit câlin de ma vie »). 02 - ¡Caray, con el ay! (« Au diable les soupirs ! ») → tanguillo.
La nièce d'Estrellita, Maria Antonia Suñer, confie à Última Hora que « sa carrière professionnelle s’est surtout basée et développée à Barcelone où elle résidait [même si sa  participation aux revues — dont les premières étaient à Barcelone — l’emmenait en tournée dans tout le pays et aussi en Amérique latine - NDLR]. Mais je me souviens très bien que dans les années 50 ou 60 elle a joué au Théâtre Principal de Palma et que s’était formée une très longue file de gens qui attendaient pour la voir ».
Sur scène, Estrellita était habituellement accompagnée par un groupe de musiciens flamencos appelés "Los Gitanos" qui changea bientôt de nom pour celui de "Trío Guadalajara".

### La confirmation
La carrière d'Estrellita de Palma connaît un rebond de popularité considérable et change d’échelle grâce à l’enregistrement, en 1955, du pasodoble Campanera de Naranjo, Murillo y Monreal. Pourtant elle n’a pas été la première à enregistrer cette chanson, puisque la chanteuse Ana María Catalán López l’avait enregistrée quelques années auparavant, mais elle était alors passée inaperçue. C’est peut-être la raison pour laquelle, comme Estrellita le rappelle en 2015 (dans l'article de Miguel Soler déjà cité), son enregistrement de Campanera avait d’abord été rejeté à la publication par sa maison de disques, mais qu'elle avait insisté « avec ténacité jusqu’à ce qu’ils acceptent ». C'est aussi pourquoi cette interprétation de Campanera par Estrellita, pour sa première édition, n’occupait que la face B du disque, l’enregistrement considéré comme principal étant en face A un bolero interprété par Jorge Sepúlveda.
Mais le succès de cette chanson fut tel qu’elle a été rapidement et plusieurs fois rééditée en album propre à Estrellita. C’est elle qui l’a fait connaître au monde, et celle-ci le lui a bien rendu, au point que la chanteuse en est venue à être connue pour un moment par le titre de la chanson en guise de surnom : « Estrellita la Campanera » (soit « la Carilloneuse »). Succès de la chanson qui redoublera, on l'a vu, lorsque celle-ci sera utilisée pour le scénario et la musique du premier film de Joselito en 1956.
Au cours de la même interview de 1960 à Vinaròs, Estrellita retient comme marquantes, parmi toutes celles auxquelles elle a participé, les revues suivantes : Locura de Amor  (« Folie d'Amour »), El Lirio de los deseos  (« Le Lys de tous les désirs »), et Gilacolor.
Les autres succès d’Estrellita de Palma furent dans des genres musicaux variés :
- bayón[11] : « ¿De tu novio, qué? » de Rodemor et Aldeny, et « Tanto tienes, tanto vales », de Quintero, León et Quiroga.
- pasodoble : « La cruz de mayo » de Valverde et Font, « Qué bonito es el querer », de Marino García, et « Manolo de mis amores » de Marino García et Antonio Villena.
- rumba flamenca : « Río Manzanares » (dite aussi « rumba gitane populaire »).
- copla, parfois chantée dans le style canción-rumba flamenca : « ¿Será una rosa? » de Francisco de Val, qui fut créée avant elle par la sévillane Gracia Montes (es)[12].
- autres genres : des passacailles, ainsi que divers  palos flamencos dont des bulerías et des tangos flamencos.

## Discographie
- Tanto Tienes Tanto Vales, Regal.
- Mi Mañica, Regal, 1968[13].